# ТЕП75
ТЕП75 (Тепловоз з Електричною передачею, Пасажирський, розроблений в 1975-му) — радянський дослідний тепловоз, побудований Коломенським заводом.
На початку 1976 Коломенський завод побудував перший дослідний тепловоз серії ТЕП75. Він мав замінити на неелектріфікованних лініях двосекційні тепловози 2ТЕП60. Керував розробкою тепловоза головний конструктор заводу з локомотивобудування Хлєбніков.

## Опис
Кузов тепловоза ТЕП75 загалом повторював форму кузова тепловоза ТЕП70, починаючи з номера № 0008 (серійних зразків). Візки, спроектовані для ТЕП75, були згодом застосовані на тепловозі ТЕП70. Привід від тягових електродвигунів до колісних пар тепловоза здійснювався через порожнистий карданний вал і центровані муфти.
У кузові тепловоза на піддизельній рамі встановлений дизель-генератор 20ДГ, який складається з чотиритактного дизеля з V-подібним розташуванням циліндрів 1Д49 з двоступінчатим газотурбінним наддувом і тягового агрегату А-713У2, вали яких з'єднані між собою пластинчастою муфтою. Дизель двадцятициліндровий, потужністю 6000 к.с. (4413 кВт) при 1100 об/хв.
Тяговий агрегат А-713У2 складається з тягового синхронного генератора з номінальною потужністю 4060 кВт і синхронного генератора енергопостачання вагонів потужністю 810 кВт (напруга 1160 В, струм 2X215 А). Агрегат виготовлений Харківським заводом «Електроважмаш». Тягові електродвигуни ЕД-127 номінальною потужністю 586 кВт. Силовою схемою тепловоза була передбачена одна ступінь ослаблення збудження електродвигунів.
На ТЕП75 як і на ТЕП70 застосоване централізоване повітропостачання.
Напруга кіл управління і освітлення — 110 В постійного струму. Для пуску двигуна використовувався стартер-генератор ПСГУ2 потужністю 50 кВт і напругою 110 В в генераторному режимі.
Напруга кіл керування 110 В. Компресор ПК-5,25 продуктивністю 2,9 м³/хв приводився в дію електродвигуном постійного струму П2К-02 потужністю 25 кВт.

## Випробування
Тепловоз з номером 0001 1976 випробувався на ділянці Голутвін — Озери. Всесоюзний науково-дослідний тепловозний інститут випробував екіпажну частину. За результатами випробувань було визначено оптимальне розташування гідравлічних гасителів вертикальних коливань другого ступеня ресорного підвішування і необхідні характеристики гасителів. 1977 той же тепловоз випробовувався на швидкісній ділянці Бєлорєченськ — Майкоп Північно-Кавказької залізниці.

## Експлуатація
1979 тепловоз надійшов для експлуатації в локомотивне депо Ленінград — Варшавський. Пізніше туди ж надійшов ТЕП75-0002. На ньому проводили випробування по впливу однопровідної схеми електроопалення поїзда на систему автоблокування.

## Результат
Осьове навантаження досягло неприпустимих значень для пасажирської машини з високою конструкційною швидкістю. У зв'язку з цим робота над шестивісним тепловозом була припинена. Розпочали проектування тепловоза з дизельним двигуном потужністю 6000 к.с. і восьмивісним екіпажем.